# Dwight (Ontario)
Dwight (ˈdwʌɪ̯t) ist ein Ort und Sitz der Administrative der Gemeinde Lake of Bays in Ontario in Kanada. Der Ort liegt direkt am Highway 60 etwa 15 km östlich von Huntsville.